# Eva-Maria Hofmann
Eva-Maria Hofmann (* 24. Oktober 1951 in Künzelsau) ist eine deutsche Schauspielerin.

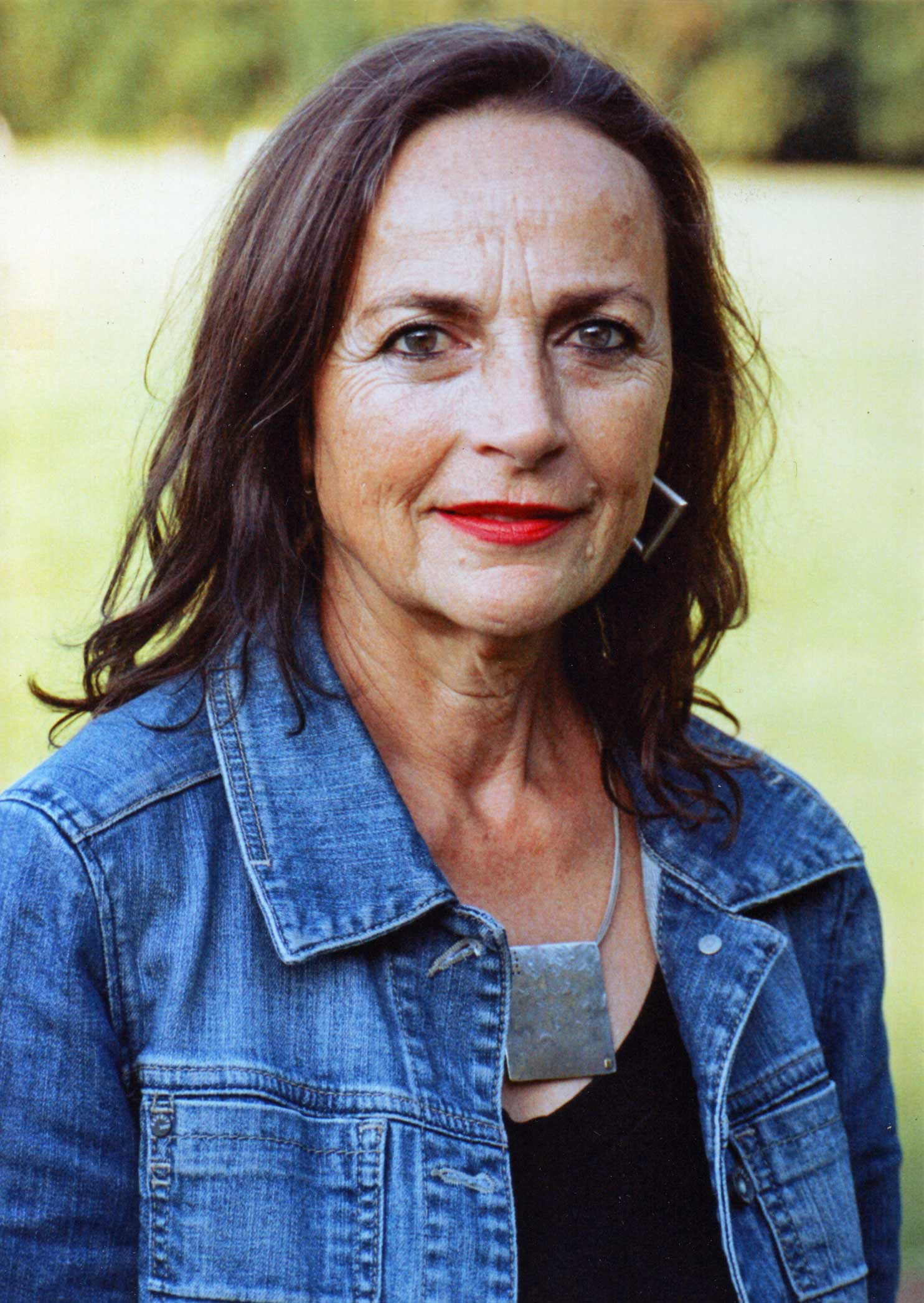
Die deutsche Schauspielerin Eva-Maria Hofmann.

## Leben

### Ausbildung
Eva-Maria Hofmann absolvierte von 1972 bis 1975 eine Schauspielausbildung an der Max-Reinhardt-Schule für Schauspiel; diese war Teil der Hochschule für Musik und Darstellende Kunst Berlin (jetzt UdK).

### Theater
Nach ihrem Studienabschluss hatte sie Theaterengagements am Zimmertheater Tübingen (Spielzeit 1975/1976), am Schauspielhaus Kiel (Spielzeit 1976/1977; als Wendla in Frühlings Erwachen) und am Stadttheater Heidelberg (Spielzeit 1977/1978).
Am Theater Basel, wo sie anschließend von 1978 bis 1988 fest engagiert war, trat sie insgesamt in über 40 Rollen auf, unter anderem in der Titelrolle des Trauerspiels Emilia Galotti (Regie: Matthias Masuth). Weitere Hauptrollen Hofmanns dort waren Sonja in Onkel Wanja, Dunjascha in Der Kirschgarten (Regie jeweils: Friedrich Beyer), Christine Linde in Nora, Ela Delahey in Charleys Tante (Regie jeweils: Jürgen Kruse) und Putzi in Wer hat Angst vor Virginia Woolf?. Außerdem spielte sie dort, an der Seite von Sigrun Burger (als Marie), die Margret in Woyzeck (Regie: Frank Günther).
In der Spielzeit 1988/1989 gastierte sie am Théâtre des Capucins in Luxemburg; dort spielte sie die Marie in Woyzeck in einer Inszenierung von Frank Hoffmann. Anschließend war sie am Theater Bremen engagiert (Spielzeit 1990/1991). Danach war sie festes Ensemblemitglied am Schauspiel Köln (Spielzeit 1989/1990; Intendant: Klaus Pierwoß). Dort übernahm sie die Titelrolle in Antigone und die Rolle der Andromache in Die Troerinnen (Regie: Dimiter Gotscheff).
Von 1992 bis 2000 war sie festes Ensemblemitglied am Schauspielhaus Bochum, dort von 1991 bis 1995 unter Intendant Frank-Patrick Steckel, von 1995 bis 2000 dann unter der Intendanz von Leander Haußmann. Dort trat sie unter anderem als Hannah in Miss Sara Sampson (Regie: Wolf Redl), Aleksandra Ivanovna in Die Vaterlosen (Regie: Leander Haußmann), Lady Milford in Kabale und Liebe und Meister Antons Frau in Maria Magdalena (Regie: jeweils Jürgen Kruse), Frau Marthe Rull in Der zerbrochne Krug (Regie: Dimiter Gotscheff), Oenone in Phädra (Regie: Werner Schroeter) und als Stieftochter in Sechs Personen suchen einen Autor (Regie: Dimiter Gotscheff) auf.
1999 spielte sie im Kellertheater ZadEck in Ernst Jandls Stück Die Humanisten. Eva-Maria Hofmann ist seit 2000 als freischaffende Schauspielerin tätig. Sie spielte zwischen 2001 und 2009 am Berliner Ensemble. Dort trat sie als Hippolyta und Elfe in Ein Sommernachtstraum (2002; Regie: Leander Haußmann), als Senora in Andorra (2005; Regie: Claus Peymann) und 2004 als Sarah Bernhardt in George Taboris Purgatorium auf.
Sie spielte seit der Spielzeit 2008/2009 unter anderem regelmäßig am Centraltheater Leipzig; dort war sie in der Spielzeit 2010/2011 in der Inszenierung Don Juan (like a rolling stone) nach Molière und bis Spielzeit 2011/2012 als Witwe Sprosser in Pension Schöller (Regie: Sebastian Hartmann) zu sehen.

### Filmrollen
Vereinzelt übernahm Hofmann auch Film- und Fernsehrollen. Sie hatte kleinere Rollen in Fernsehfilmen und wirkte in mehreren Kurzfilmen mit. In dem 2012 gedrehten Historienfilm Die geliebten Schwestern von Dominik Graf spielte sie die Mutter des Dichters Friedrich Schiller.

### Privates
Hofmann lebt in Berlin und ist mit dem früheren Leipziger Opernintendanten Alexander von Maravić verheiratet.

## Filmografie
- 2000: Die Hässliche (Fernsehfilm)
- 2000: Zwei im Frack (Kurzfilm)
- 2002: Tatort: Zartbitterschokolade
- 2003: Euch kann es ja egal sein, wenn ich sterbe (Kurzfilm)
- 2006: Der Aufenthalt (Kurzfilm)
- 2014: Die geliebten Schwestern